# Richard Norris Williams
Richard  "Dick" Norris Williams II, más conocido como R. Norris Williams (Ginebra, 29 de enero de 1891 - Bryn Mawr, 2 de junio de 1968) fue un tenista estadounidense que se destacó principalmente en los años 1910. Considerado un gran jugador de dobles, se destacó en individuales con un estilo de juego agresivo en el que siempre intentaba golpear la pelota lo más fuerte que podía para crear tiros ganadores cerca de las líneas. Este estilo de juego lo hacía un jugador errático, que podía perder muchas veces con rivales de inferior nivel, pero cuando su juego estaba fino, se lo consideraba imbatible para cualquiera. Llegó a ganarle un set al gran Bill Tilden en sólo 5 minutos. Logró vencer al gran jugador de su época, Maurice McLoughlin, contrarrestando su poderoso saque ubicándose dentro de la cancha y devolviéndolo mientras la pelota subía, con el denominado rising-shot.
Es recordado también por haber sobrevivido al hundimiento del RMS Titanic, ocurrido el 15 de abril de 1912. Viajaba junto a su padre, Duane Williams, en la primera clase del barco cuando este chocó contra un iceberg. Poco después del impacto, Williams liberó a un pasajero atrapado rompiendo una puerta, por lo que fue reprendido por un mayordomo que lo amenazó con multarlo por haber destruido una propiedad de la White Star Line. Esto inspiró una escena en la película "Titanic" de James Cameron. Williams permaneció en el barco casi hasta el final del hundimiento, cuando nadó hacia un bote salvavidas que había sido arrancado de la cubierta. Allí permaneció hundido hasta las rodillas en las aguas heladas del Atlántico durante 6 horas hasta ser rescatado por el RMS Carpathia. La tragedia dejó sus piernas tan severamente dañadas que se le recomendó su amputación, pero rechazó esta idea y cuatro meses después se encontraba jugando el Abierto de los Estados Unidos, torneo que finalmente ganó.

## Biografía
Williams nació en Ginebra (Suiza), en el seno de una familia filadelfiana. Su padre, el abogado Charles Duane Williams, era descendiente directo de Benjamin Franklin. Recibió una educación privada en un internado suizo, donde aprendió a hablar fluidamente en francés y en alemán. Comenzó a jugar al tenis a los 12 años, principalmente supervisado por su padre.
Entre 1913 y 1915, cursó estudios en la Universidad de Harvard, consagrándose campeón interuniversitario.
El 11 de enero de 1919, se casó en París (Francia), con Jean Haddock (1890-1929), hija de Arthur Henry y Matilda Haddock, teniendo 4 hijos durante su matrimonio. Tras la muerte de Jean en 1929, Williams volvió a contraer matrimonio, en octubre de 1930, con Frances West Gillmore (1908-2001), que era bisnieta del general Quincy Adams Gillmore.

## Carrera deportiva
En 1913, Williams fue convocado para el equipo de Copa Davis, perdiendo uno solo de los partidos que jugó. En la final vencieron al Reino Unido y Williams venció en ella a Charles Dixon y con la serie ya definida perdió ante James Parke. Ese mismo año había alcanzado la final del US Championships, donde perdió ante McLoughlin en 4 sets.
En 1914 logró su primer título en el US Championships, venciendo en una emocionante final a Maurice McLoughlin por 6-3 8-6 10-8, donde Williams contó con un maravilloso control de la pelota. Logró reconquistar el título en 1916, venciendo en la final a Bill Johnston.

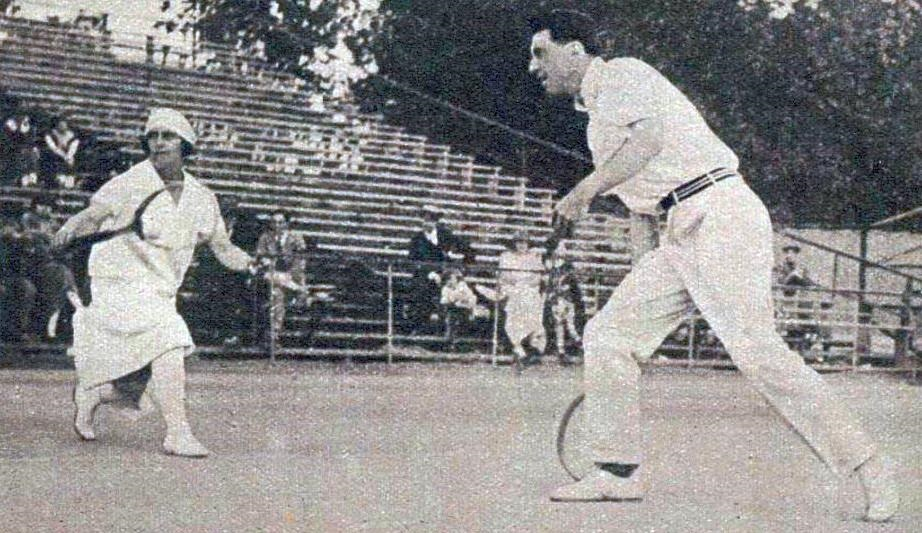
Williams junto con su compañera de pista, Hazel Wightman, ganadores en dobles mixtos en los Juegos Olímpicos de 1924

Luego de servir para la Armada en Francia durante la Primera Guerra Mundial (siendo un héroe con condecoraciones), Williams capitaneó al equipo estadounidense de Copa Davis entre 1921 y 1926, consagrándose campeón en sus años en el cargo. No sólo fue el capitán sino que participó como jugador de dobles en las finales de 1923, 1925 y 1926, ganando sus tres partidos, uno junto a Bill Tilden y los otros dos junto a Vincent Richards. En la especialidad de dobles fue finalista del US Championships en 5 ocasiones entre 1921 y 1927, consagrándose campeón en dos de ellas. También fue finalista de dobles en Wimbledon en 1920.
Conquistó la medalla de oro en dobles mixto en los Juegos Olímpicos de París 1924. De esta experiencia dijo: "Yo tenía un tobillo torcido y le sugerí a mi compañera, Hazel Wightman, abandonar el juego. Ella me dijo que me quedara en la red y que ella correría". Funcionó (6-2 6-3 sobre Marion Jessup-Vincent Richards) aun cuando yo tenía 34 años y ella 37. Norris Williams continuó jugando el US Championships hasta 1935, cuando con 44 años superó la primera ronda. Se mantiene como el quinto jugador con más triunfos en el torneo, junto a John McEnroe.
Fue incorporado al Salón Internacional de la Fama del tenis en 1957 y murió en Bryn Mawr, Pensilvania en 1968.

## Torneos de Grand Slam

### Campeón Individuales (2)
| Año  | Torneo           | Oponente en la final | Resultado           |
| 1914 | US Championships | Maurice McLoughlin   | 6-3 8-6 10-8        |
| 1916 | US Championships | Bill Johnston        | 4-6 6-4 0-6 6-2 6-4 |

### Finalista Individuales (1)
| Año  | Torneo           | Oponente en la final | Resultado       |
| 1913 | US Championships | Maurice McLoughlin   | 4-6 7-5 3-6 1-6 |

### Campeón Dobles (3)
| Año  | Torneo           | Pareja           | Oponentes en la final          | Resultado         |
| 1920 | Wimbledon        | Chuck Garland    | Algernon Kingscote James Parke | 4-6 6-4 7-5 6-2   |
| 1925 | US Championships | Vincent Richards | John Hawkes Gerald Patterson   | 6-2 8-10 6-4 11-9 |
| 1926 | US Championships | Vincent Richards | Alfred Chapin Bill Tilden      | 6-4 6-8 11-9 6-3  |

### Finalista Dobles (4)
| Año  | Torneo           | Pareja          | Oponentes en la final         | Resultado            |
| 1921 | US Championships | Watson Washburn | Vincent Richards Bill Tilden  | 11-13 10-12 1-6      |
| 1923 | US Championships | Watson Washburn | Brian Norton Bill Tilden      | 6-3 2-6 3-6 7-5 2-6  |
| 1924 | Wimbledon        | Chuck Garland   | Frank Hunter Vincent Richards | 3-6 6-3 10-8 6-8 3-6 |
| 1927 | US Championships | Bill Johnston   | Frank Hunter Bill Tilden      | 8-10 3-6 3-6         |

### Campeón dobles mixto (1)
| Año  | Torneo           | Pareja              | Oponentes en la final           | Resultado    |
| 1912 | US Championships | Mary Kendall Browne | Eleonora Sears William Clothier | 6-4 2-6 11-9 |